# Luise von Ploennies
Luise von Ploennies (7 novembre 1803 - 22 janvier 1872), est une poétesse allemande.

## Biographie
Originaire de Hanau, Luise von Ploennies est la fille de Sophie von Wedekind et du médecin et naturaliste Johann Philipp Achilles Leisler. En 1824, elle épouse le médecin August von Ploennies à Darmstadt. Dans les années 1830 et 1840, la maison du couple devient un lieu de rencontre pour les intellectuels allemands. Les visiteurs fréquents se nomment Heinrich Künzel, Jakob Felsing, Luise von Gall, Lewin Schücking, Ida et Ferdinand Freiligrath, Eduard Duller, August Nodnagel et plusieurs membres de la famille des musiciens Mangold.
Après la mort de son mari en 1847, elle réside quelques années en Belgique, puis à Jugenheim dans la Bergstrasse, où elle écrit son travail le plus vaste Mariken de Nymwegen, un récit dramatique en vers datant de 1853. 
Luise von Ploennies décède le 22 janvier 1872, à Darmstadt.

## Carrière littéraire
Luise von Ploennies commence l'écriture dans les années 1830. Elle rencontre notamment le succès avec ses traductions de l'anglais et du flamand. En 1844, elle est nommée membre de l'Académie royale de Bruxelles pour ses services rendus à la littérature flamande. 
Entre 1844 et 1870, elle publie plusieurs volumes de poésie et traductions dont Britannia (1843) et Englische Lyriker des 19ten Jahrhunderts (1863). La poétesse est particulièrement férue des chansons d'amour éclectiques, des poèmes patriotiques et de la description de paysages. Elle est également l'auteure de deux drames bibliques, Maria Magdalena (1870) et David (1873),. 

## Œuvres poétiques
- Gedichte (Poésie), Carl Wilhelm Leske, Darmstadt, 1844
- Ein Kranz den Kindern (Une couronne aux enfants), Jonghans, 1844
- Ein fremder Strauß (Une autruche étrangère), Winter, 1844
- Reise-Erinnerungen aus Belgien (Souvenirs de voyage de Belgique), Duncker & Humblot, Berlin, 1845
- Abälard und Heloise (Abélard et Héloïse), Ein Sonettenkranz, 1849
- Oskar und Gianetta, Ein Sonettenkranz. Kirchheim und Schott, Mainz, 1850
- Neue Gedichte (Nouveaux poèmes), Hofbuchhandlung von G. Jonghans, Darmstadt, 1851
- Mariken von Nymwegen, Alexander Duncker, Berlin, 1853
- Sawitri, E. A. Fleischmann’s Buchhandlung, Munich, 1862
- Die sieben Raben (Les sept corbeaux). E. A. Fleischmann’s Buchhandlung, Munich, 1862
- Lilien auf dem Felde (Lys dans le domaine), Liesching, 1864
- Joseph und seine Brüder (Joseph et ses frères), Liesching, 1866
- Maria von Bethanien, Poèmes du Nouveau Testament, Liesching, 1867
- Ruth, Schloeßmann, 1869
- Maria Magdalena, drame spirituel en cinq actes, 1870
- Die Heilige Elisabeth (St. Elizabeth), 1870
- Sagen und legenden nebst einem Anhang vermischter Gedichte, Carl Winter’s Universitätsbuchhandlung, Heidelberg, 1874

## Traductions
- Britannia, sélection de textes anglais de l'ancien et du nouveau temps. Traduit de l'anglais par Luise von Ploennies. S. Schmerber’schen Buchhandlung, Francfort a. M. 1843
- Der Rabe (Le corbeau), Edgar Allan Poe, Magazine pour la littérature des pays étrangers, no 130, pages 519-520, édité par J. Lehmann, Veit & Comp., Berlin, 29 octobre 1857
- Englische Lyriker des neunzehnten Jahrhunderts (Poètes anglais du XIXe siècle), traduit en allemand par Luise von Ploennies, E. A. Fleischmann, Munich, 1863, 2e édition Carl Merhoff, Munich, 1867
- Julius Hart : England und Amerika, anthologie de la poésie américaine et anglaise, traduction chronologique accompagnée de notes littéraires et historiques, comprenant une introduction sur l'esprit et le développement de la poésie anglaise, textes traduits par Luise von Ploennies : James Thomson : Rule Britannia, p. 172 et John Keats : An eine griechische Urne (John Keats : Pour une urne grecque, p. 311), J. C. C. Bruns 'Verlag, Minden i. W., 1885